# Strepsichlora costipicta
Strepsichlora costipicta là một loài bướm đêm trong họ Geometridae.